# Enges

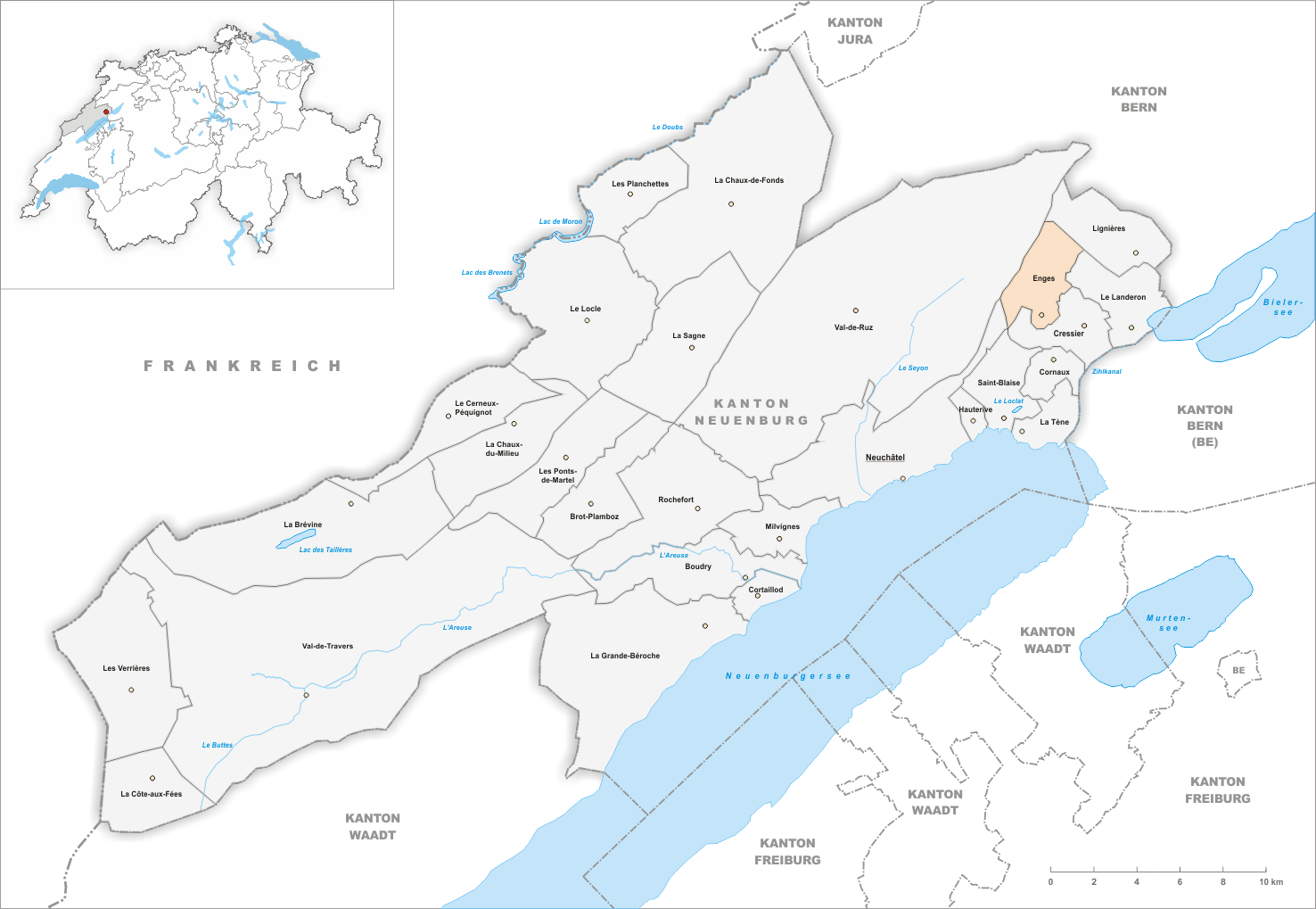
Gemeindestand vor der Fusion am 1. Januar 2025

Enges ist ein Ort in der Gemeinde Laténa des Kantons Neuenburg in der Schweiz. Am 1. Januar 2025 fusionierte die ehemalige Gemeinde mit Hauterive, La Tène und Saint-Blaise zur Gemeinde Laténa.

## Geographie
Enges liegt auf 816 m ü. M., 9 km nordöstlich der Kantonshauptstadt Neuenburg (Luftlinie). Das Dorf erstreckt sich auf einem Geländevorsprung und in einer nach Süden gerichteten Mulde am Jurasüdhang, in aussichtsreicher Lage hoch über der Ebene des Schweizer Mittellandes.
Die Fläche des 9,6 km² grossen ehemaligen Gemeindegebiets umfasst einen Abschnitt des Jurasüdhangs mit der Geländemulde von Lordel zwischen der Chasseralkette und der Höhe von Serroue. Im Nordwesten und Norden reicht das Gemeindegebiet über die bewaldeten Jurahänge (Forêt de Pourtalès) bis auf den Kamm der vordersten Jurakette. Auf dem Grand Chaumont wird mit 1270 m ü. M. der höchste Punkt der Gemeinde erreicht. Hier befinden sich ausgedehnte Jurahochweiden mit den typischen mächtigen Fichten, die entweder einzeln oder in Gruppen stehen. Von der Gemeindefläche entfielen 1997 2 % auf Siedlungen, 53 % auf Wald und Gehölze und 45 % auf Landwirtschaft.
Zu Enges gehören das neue Wohnquartier Brisecou östlich des Ortes, der Weiler Lordel, 912 m ü. M. in einer Mulde zwischen Grand Chaumont und Serroue, und einige Einzelhöfe. Nachbargemeinden von Enges waren Lignières, Le Landeron, Cressier, Neuenburg, Val-de-Ruz.

## Bevölkerung
Mit 271 Einwohnern (Stand 31. Dezember 2023) gehörte Enges zu den kleinen Gemeinden des Kantons Neuenburg. Von den Bewohnern sind 88,6 % französischsprachig, 8,7 % deutschsprachig und 1,4 % englischsprachig (Stand 2000). Die Bevölkerungszahl hat von 1900 (damals 204 Einwohner) bis 1950 (143 Einwohner) abgenommen, stieg seit etwa 1980 aber deutlich an.

## Politik
Die Stimmenanteile der Parteien anlässlich der Nationalratswahl 2015 betrugen: FDP 33,2 %, SVP 19,9 %, SP 18,5 %, GPS 10,3 %, glp 9,2 %, PdA 3,9 %, CVP 2,5 %, BDP 0,5 %.
Gemeindepräsident war Claude Gisiger (Stand 2017).

## Wirtschaft
Enges war bis zu Beginn der 1980er Jahre ein hauptsächlich landwirtschaftlich geprägtes Dorf, danach hat es sich zur Wohngemeinde entwickelt. Da es ausserhalb des primären Sektors nur wenige Arbeitsplätze im Dorf gibt, sind viele Erwerbstätige Wegpendler, die in der Region Neuenburg ihrer Arbeit nachgehen.

## Verkehr
Die ehemalige Gemeinde liegt abseits der grösseren Durchgangsstrassen an einer Kantonsstrasse, die von Saint-Blaise nach Nods führt. Enges ist durch den Postautokurs, der von Saint-Blaise nach Lignières verkehrt, an das Netz des öffentlichen Verkehrs angebunden.

## Geschichte
Das Gebiet von Enges war schon sehr früh besiedelt, was durch Gräberfunde aus der Hallstattzeit bei Lordel bezeugt wird. Während der Römerzeit führte die Vy d'Etra, eine teils gepflasterte Strasse von Neuenburg über die Montagne de Diesse zur Pierre Pertuis, durch den heutigen Ort.
Die erste schriftliche Erwähnung des Dorfes erfolgte 1178 unter dem Namen en Enge, das zum Besitz des Kapitels Saint-Imier gehörte. 1182 erscheint die Schreibweise Eingu und 1212 Einge. Der Ort gehörte seit dem 14. Jahrhundert zur Grafschaft Neuenburg und war Teil der Burgvogtei Le Landeron. Enges blieb wie die Mutterpfarrei Cressier während der Reformation beim katholischen Glauben. Seit 1648 war Neuenburg Fürstentum und ab 1707 durch Personalunion mit dem Königreich Preussen verbunden. 1806 wurde das Gebiet an Napoleon I. abgetreten und kam 1815 im Zuge des Wiener Kongresses an die Schweizerische Eidgenossenschaft, wobei die Könige von Preussen bis zum Neuenburgerhandel 1857 auch Fürsten von Neuenburg blieben. 1856 fielen sieben Häuser und die Kapelle einem Dorfbrand zum Opfer.

## Sehenswürdigkeiten

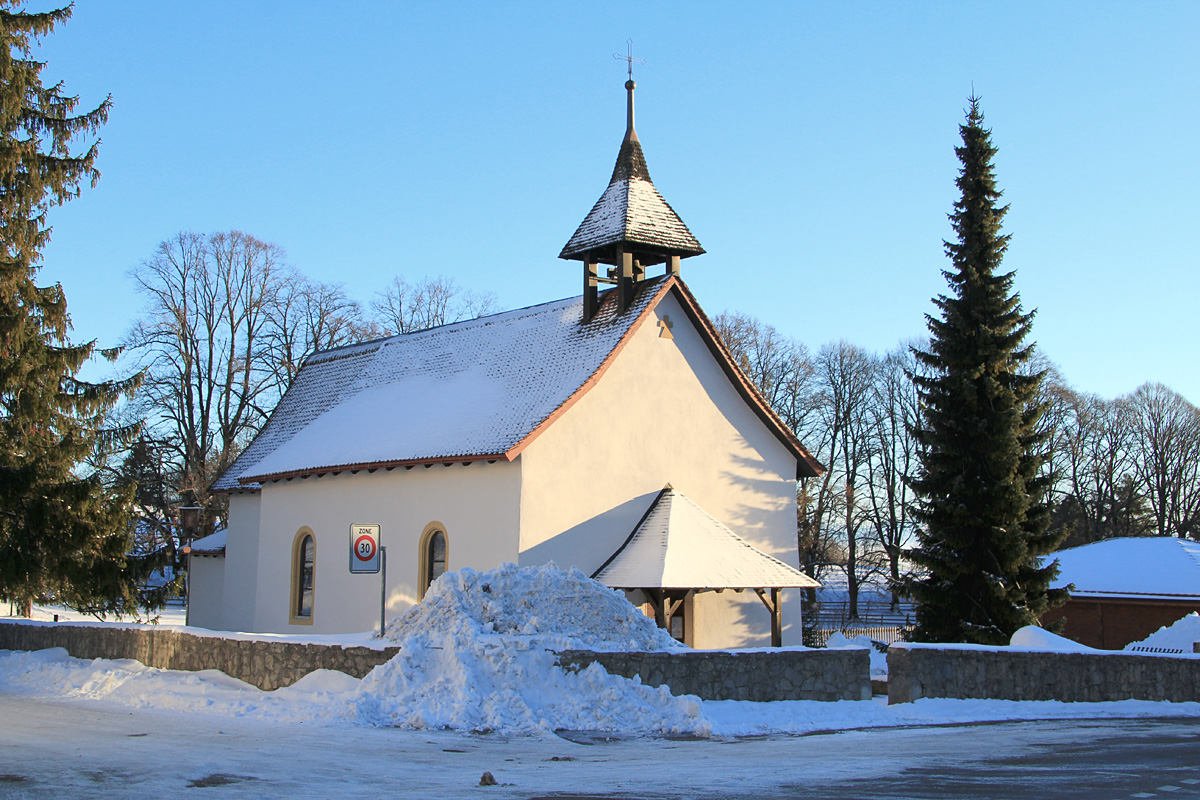
Kapelle im Dorfzentrum

Die Kapelle Notre Dame des Anges wurde 1678 geweiht. Sie wurde nach dem Dorfbrand wiederaufgebaut und letztmals 1977 renoviert. Im Ortskern sind noch einige alte Bauernhäuser aus dem 18. und 19. Jahrhundert erhalten.